# Homoneura cuneata
Homoneura cuneata är en tvåvingeart som beskrevs av Kim 1994. Homoneura cuneata ingår i släktet Homoneura och familjen lövflugor. Inga underarter finns listade i Catalogue of Life.